# グレイソン・ロドリゲス
グレイソン・グリーア・ロドリゲス（Grayson Greer Rodriguez, 1999年11月16日 - ）は、アメリカ合衆国テキサス州ヒューストン出身のプロ野球選手（投手）。右投左打。MLBのボルチモア・オリオールズ所属。

## 経歴
2018年のMLBドラフト1巡目（全体11位）でボルチモア・オリオールズから指名され、プロ入り。なお、契約しない場合はテキサスA&M大学へ進学の予定であった。契約後、傘下のルーキー級ガルフ・コーストリーグ・オリオールズでプロデビュー。9試合（先発8試合）に登板して0勝2敗、防御率1.40、20奪三振を記録した。
2019年はA級デルマーバ・ショアバーズでプレーし、20試合に先発登板して10勝4敗、防御率2.68、129奪三振を記録した。7月にはオールスター・フューチャーズゲームのアメリカンリーグ選抜に選出された。
2020年は新型コロナウイルスの感染拡大の影響でマイナーリーグが開催されなかったため、公式戦での登板はなかった。
2021年はA+級アバディーン・アイアンバーズで開幕を迎え、5試合に先発登板して3勝0敗、防御率1.54、40奪三振を記録した。6月1日にAA級ボウイ・ベイソックスへ昇格し、18試合に先発登板して6勝1敗、防御率2.60、121奪三振を記録した。
2022年3月にMLB.comが発表したプロスペクトランキングでは、全体で6位、オリオールズの組織内では2位にランクインした。シーズンではA+級アバディーン、AA級ボウイ、AAA級ノーフォーク・タイズでプレーし、3球団合計で17試合に先発登板して6勝2敗、防御率2.62、109奪三振を記録した。オフの11月15日にルール・ファイブ・ドラフトでの流出を防ぐために40人枠入りした。

## 選手としての特徴
平均95-101mphのスピンが掛かった速球と、80mph台半ばのチェンジアップが最大の武器である。スライダーとカーブも良く、全ての球種が決め球として使用でき、高い奪三振能力を持つ。コントロールも正確であり、2021年のマイナーでの与四球率は2.4であった。

## 詳細情報

### 年度別投手成績
| 年 度    | 球 団    | 登 板 | 先 発 | 完 投 | 完 封 | 無 四 球 | 勝 利 | 敗 戦 | セ 丨 ブ | ホ 丨 ル ド | 勝 率 | 打 者 | 投 球 回 | 被 安 打 | 被 本 塁 打 | 与 四 球 | 敬 遠 | 与 死 球 | 奪 三 振 | 暴 投 | ボ 丨 ク | 失 点 | 自 責 点 | 防 御 率 | W H I P |
| -------- | -------- | ----- | ----- | ----- | ----- | -------- | ----- | ----- | -------- | ----------- | ----- | ----- | -------- | -------- | ----------- | -------- | ----- | -------- | -------- | ----- | -------- | ----- | -------- | -------- | ------- |
| 2023     | BAL      | 23    | 23    | 0     | 0     | 0        | 7     | 4     | 0        | 0           | .636  | 515   | 122.0    | 121      | 16          | 42       | 0     | 2        | 129      | 4     | 0        | 62    | 59       | 4.35     | 1.34    |
| 2024     | BAL      | 20    | 20    | 0     | 0     | 0        | 13    | 4     | 0        | 0           | .765  | 491   | 116.2    | 109      | 15          | 36       | 0     | 5        | 130      | 6     | 0        | 52    | 50       | 3.86     | 1.24    |
| MLB：2年 | MLB：2年 | 43    | 43    | 0     | 0     | 0        | 20    | 8     | 0        | 0           | .714  | 1006  | 238.2    | 230      | 31          | 78       | 0     | 7        | 259      | 10    | 0        | 114   | 109      | 4.11     | 1.29    |

- 2024年度シーズン終了時

### 年度別守備成績
| 年 度 | 球 団 | 投手（P） | 投手（P） | 投手（P） | 投手（P） | 投手（P） | 投手（P） |
| 年 度 | 球 団 | 試 合     | 刺 殺     | 補 殺     | 失 策     | 併 殺     | 守 備 率  |
| ----- | ----- | --------- | --------- | --------- | --------- | --------- | --------- |
| 2023  | BAL   | 23        | 4         | 11        | 0         | 0         | 1.000     |
| 2024  | BAL   | 20        | 10        | 7         | 0         | 1         | 1.000     |
| MLB   | MLB   | 43        | 14        | 18        | 0         | 1         | 1.000     |

- 2024年度シーズン終了時

### 記録
MiLB
- オールスター・フューチャーズゲーム選出：1回（2019年）

### 背番号
- 30（2023年 - ）